# Pteris grevilleana
Pteris grevilleana là một loài dương xỉ trong họ Pteridaceae. Loài này được Wall. ex J. Agardh mô tả khoa học đầu tiên năm 1839.